# Giovanni Paolo Cavagna

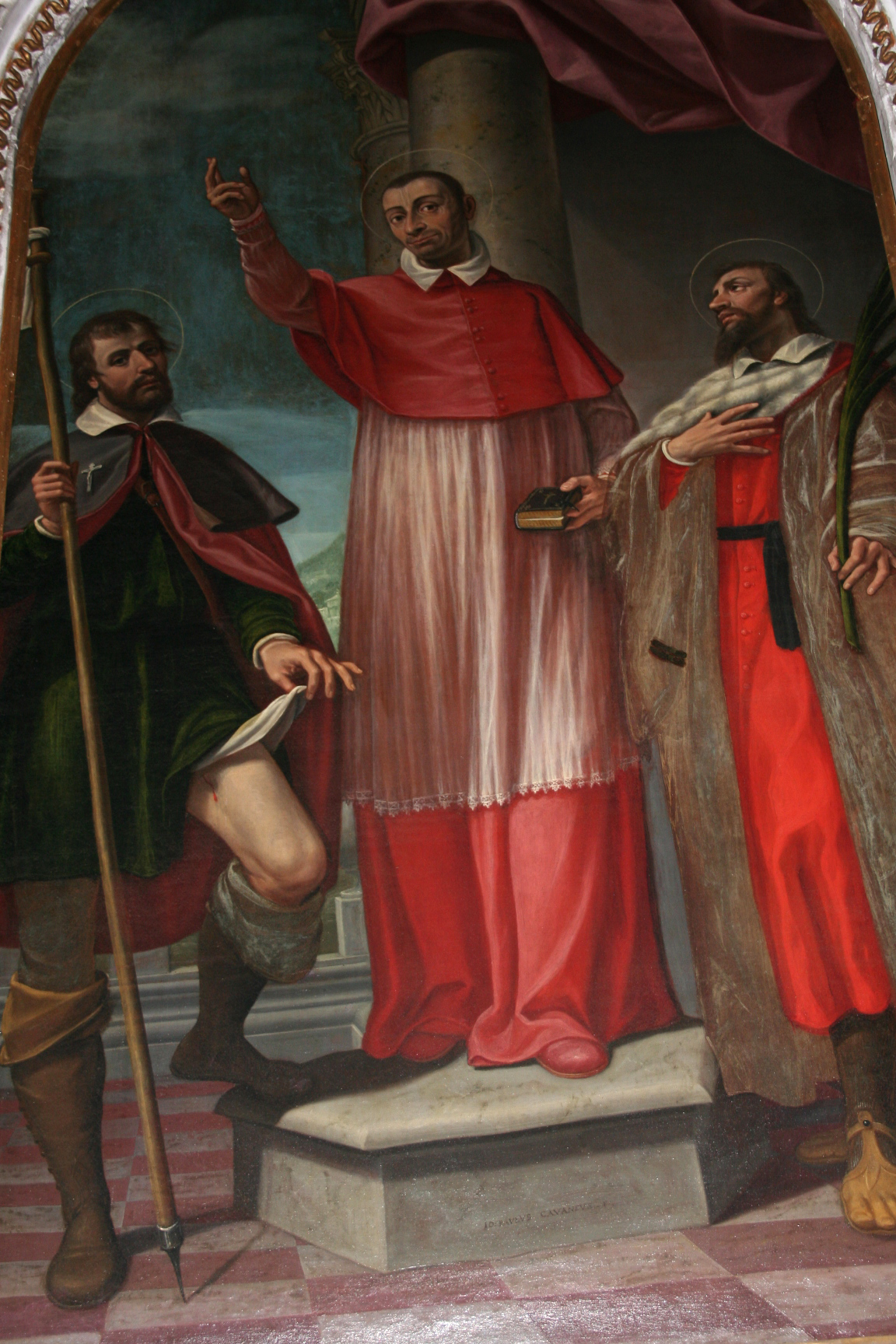
San Carlos Borromeo entre San Roque y San Pantaleón Santuario de la Virgen del Castillo, Alzano Lombardo.

Gian Paolo Cavagna (Bérgamo, ca. 1550-1627) fue un pintor manierista italiano. 

## Biografía
Nacido en Bérgamo alrededor de 1550, como puede deducirse de un acto en el que afirma ser «profitens ætatem viginti quinque excessisse», se formó en Venecia en el taller de Christoforo Baschenis y recibió las influencias del Tintoretto y otros maestros venecianos, si bien el estilo veneciano se fundió en él con los modelos de Giovanni Battista Moroni. Activo principalmente en Bérgamo, murió en esta ciudad el 20 de mayo de 1627 y fue enterrado en la iglesia de Santa María de Gracia, aunque su cuerpo nunca se encontró después de la destrucción de la iglesia y su ligero desplazamiento.
Su hijo Francisco, también conocido como Cavagnuola también fue un pintor. 

## Estilo

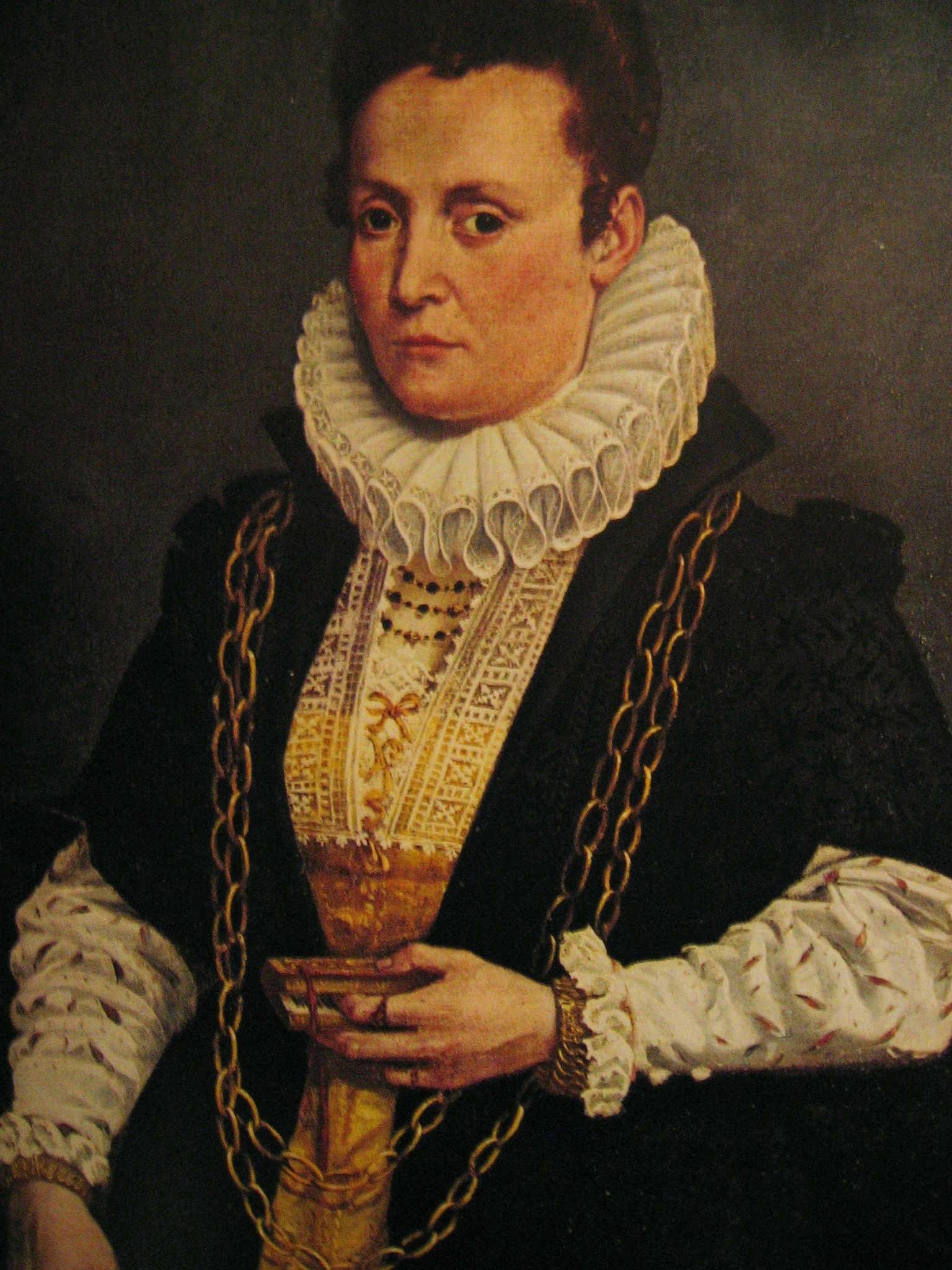
Retrato de dama con libro, Galería de la Academia Carrara, Bérgamo.

En muchas de sus obras se detectan las influencias de Tintoretto (1518–1594), Jacopo Bassano (1515–1592) y el Veronés (1528–1588), especialmente en sus obras maestras en las que el gusto veneciano es evidente, como en La Trinidad y los disciplinantes blancos en la iglesia de San Pedro Mártir de Alzano Lombardo. En esta obra también hay un realismo acompañado de un enérgico y agudo verismo de los cuatro hermanos que se arrodillan asombrados al ver los símbolos de la Trinidad. El paisaje en el que la escena se lleva a cabo, se puede reconocer en Alzano Lombardo y recuerda la ambientación de Moroni (1520–1578).
Las influencias venecianas son filtradas por la cultura de Lombardía y la presencia de Moroni.
El tríptico que representa a la Virgen con San Carlos y Santa Catalina, presentado a los devotos (1591), en la Iglesia de San Roque de Bérgamo, es una expresión de este sincretismo artístico en el que el brillo de Moroni está magistralmente exaltado.
Mayor es la influencia veneciana en sus obras de la iglesia de Santa María la Mayor en Bérgamo, entre las que destaca la Natividad, aun cuando el espíritu lombardo está siempre presente con referencias a artistas como Gervasio Gatti (c.1550–c.1631) o Giambattista Trotti (1555–1612).
Como retratista se detecta influencia de Moroni, y en su realismo se distingue el influjo de artistas como Sofonisba Anguissola (1535–1625).
En los retratos del Organista y del Gentil hombre, al analizar las expresiones de los modelos, no idealizadas, la puntilloso representación de los detalles, como la espada del caballero o su cuello con la cruz de Malta, se detectan pinceladas propias de un Moroni más maduro.

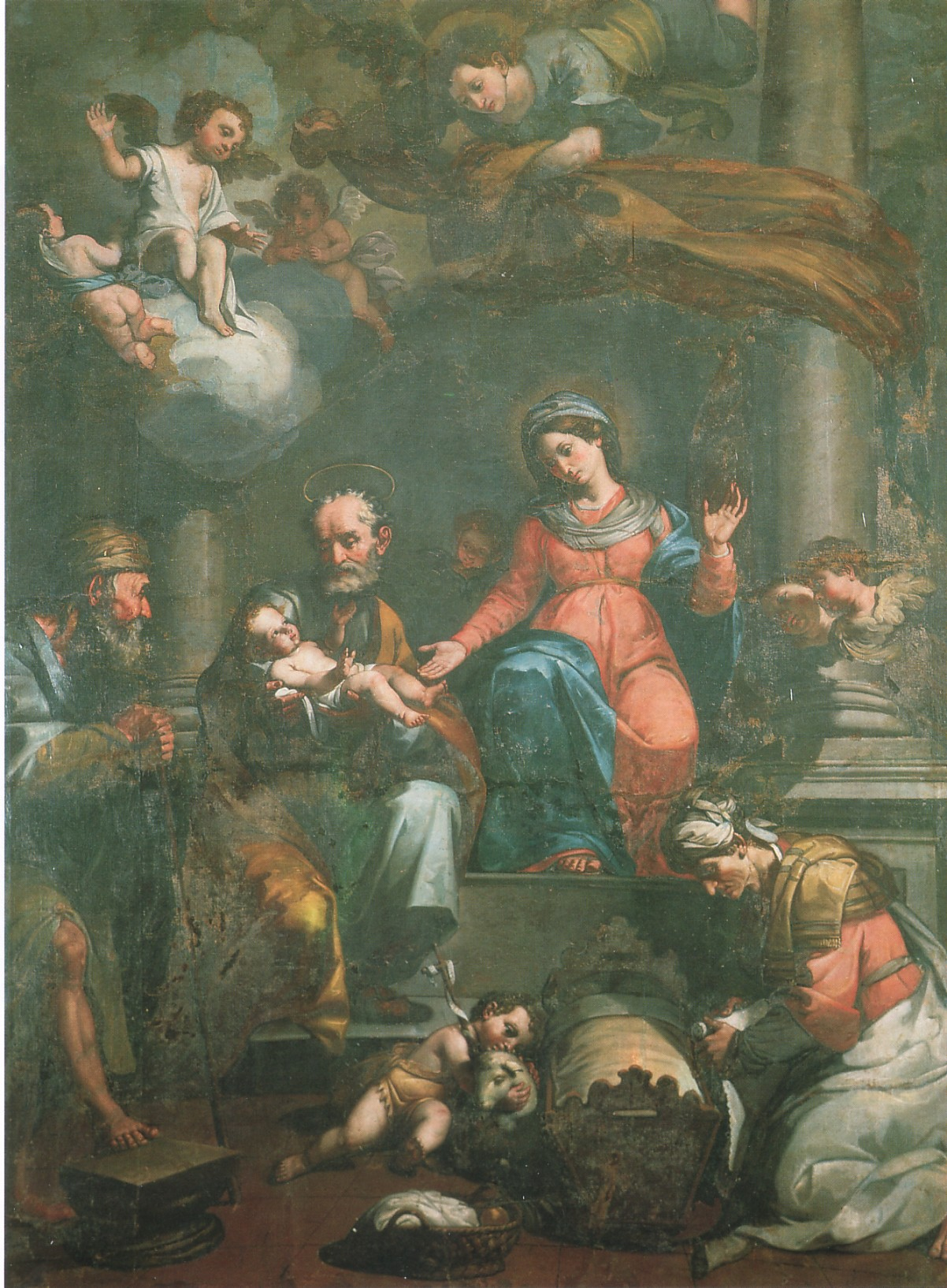
Sagrada Familia, Parroquia de San Salvador, Almenno.

## Obras
- Almenno
  - Iglesia de San Salvador:
    - Sagrada familia.
- Alzano Lombardo
  - Iglesia de San Pedro Mártir:
    - La Trinidad y los disciplinantes blancos.
    - San Pantaleón.

  - Santuario de la Virgen del Castillo (Almenno San Salvatore):
    - San Carlos Borromeo entre San Roque y San Pantaleón.
- Bérgamo:
  - Accademia Carrara:
    - Retrato de dama con libro.

  - Iglesia de San Alejandro:
    - Los santos en la gloria.

  - Iglesia de San Benito:
    - Milagro del agua que fluye por el arco de los Santos Fermín, Rústico y Procolo.

  - Iglesia de San Roque:
    - San Carlos Borromeo.
    - Tríptico con la Virgen acompañada de San Carlos y Santa Catalina.

  - Iglesia de Santa María la Mayor:
    - Ángeles.
    - Asunción de la Virgen.
    - Esther y Assuérus.
    - Natividad.
    - Profetas.
- Casnigo
  - Iglesia de San Juan Bautista:
    - Coronación de la Virgen.
- París
  - Museo del Louvre:
    - El hombre de rodillas en oración, (La oración).
- Stezzano
  - Santuario de la Virgen del Campo:
    - Presentación de Jesús en el templo.
    - Asunción de María.
    - Anunciación a la Virgen.
- Treviglio
  - Iglesia de San Martín:
    - Última Cena.
    - La caída del maná.
- ¿?
  - Iglesia del Espíritu Santo:
    - Santa Lucía.
    - Crucifixión.